# Saint-Ouen-sur-Seine
Saint-Ouen-sur-Seine, nota fino al 2018 come Saint-Ouen,  è un comune francese di 46 928 abitanti situato nel dipartimento della Senna-Saint-Denis nella regione dell'Île-de-France.

Il paese è noto per il grandissimo e storico mercato delle pulci.

## Società

### Evoluzione demografica
Abitanti censiti

## Amministrazione

### Gemellaggi
- Ruse, dal 1961[3]
- Salford, dal 1962
- Terni, dal 1962
- Podol'sk, dal 1966